# Каверин, Анатолий Егорович
Анатолий Егорович Каверин (1927 — неизвестно, Горловка, Донецкая область) — бригадир слесарей-монтажников Горловского специализированного управления № 211 треста «Донбасспромхиммонтаж» Министерства монтажных и специальных строительных работ Украинской ССР, Донецкая область. Герой Социалистического Труда (1971). Лауреат Государственной премии Украинской ССР (1977).

## Биография
После освобождения Донбасса от немецко-фашистской оккупации осенью 1943 года трудился на восстановлении Горловского химического завода «Стирол». С 1957 года — бригадир слесарей-монтажников Горловского управления № 211 «Донбасспромхиммонтаж». Бригада под его руководством занималась строительством и введением в эксплуатацию промышленного оборудования по производству аммиака и азотных удобрений на заводе «Стирол», химводоочистке Донецкого завода химреактивов, на различных объектах в Днепропетровске, Макеевке, Харцызске и других городах Украинской ССР. По итогам работы в годы Семилетки (1959—1965) награждён Орденом Ленина.
В последующие годы бригада ежегодно показывала высокие трудовые результаты. Досрочно выполнила коллективное социалистическое обязательство и плановые задания Восьмой пятилетки (1966—1970). Указом Президиума Верховного Совета СССР от 7 мая 1971 года удостоен звания Героя Социалистического Труда за «выдающиеся производственные успехи, достигнутые в выполнении заданий пятилетнего плана по капитальному строительству» с вручением ордена Ленина и золотой медали «Серп и Молот» (№ 15100).
В 1977 году удостоен Государственной премии Украинской ССР за «выдающиеся достижения в труде на основе совершенствования трудовых процессов, внедрения достижений науки, техники и передового опыта».
Участвовал в общественной жизни. В 1977 году избирался делегатом XVI съезда профсоюзов СССР.
После выхода на пенсию проживал в Горловке. Дата смерти не установлена.
Награды
- Герой Социалистического Труда
- Орден Ленина — дважды (26.07.1966; 1971)
- Медаль «За трудовую доблесть» (04.01.1954)
- Медаль «За трудовое отличие» (05.11.1954)